# Close to You (Michael Prins)
"Close to You" is een nummer van de Nederlandse singer-songwriter Michael Prins. Het nummer verscheen op zijn debuutalbum Rivertown Fairytales uit 2013. Op 29 juli van dat jaar werd het nummer uitgebracht als de eerste single van het album.

## Achtergrond
"Close to You" is geschreven door Prins en geproduceerd door Prins, Ocki Klootwijk en Wh1te Eagle Jones. Prins liet het nummer op 27 mei 2013 voor het eerst horen tijdens zijn auditie voor De beste singer-songwriter van Nederland. Hierbij wist hij met name jurylid Eric Corton tot tranen te brengen. In de finale van het programma speelde hij het nummer opnieuw, ditmaal op de akoestische gitaar in plaats van op de piano. Hij wist uiteindelijk de finale te winnen, en speelde het nummer daarna nogmaals op de piano.
"Close to You" wist in 2013 tweemaal de hitlijsten te bereiken. Nadat Prins voor het eerst te zien was in De beste singer-songwriter van Nederland stond het nummer drie weken in de Nederlandse Top 40 met plaats 23 als hoogste notering, en stond het eveneens zes weken in de Single Top 100 met een zevende plaats als hoogste notering. Nadat Prins als winnaar van de talentenjacht werd uitgeroepen, werd het nummer officieel als single uitgebracht. Hierop kwam het opnieuw in de Top 40 terecht, waarin de beste klassering werd verbeterd naar een 22e plaats, terwijl het in de Single Top 100 op de vijfde plaats piekte.

## Hitnoteringen

### Nederlandse Top 40
| Hitnotering week 1 t/m 3: 08-06-2013 t/m 22-06-2013 Hitnotering week 4 t/m 8: 10-08-2013 t/m 07-09-2013 | Hitnotering week 1 t/m 3: 08-06-2013 t/m 22-06-2013 Hitnotering week 4 t/m 8: 10-08-2013 t/m 07-09-2013 | Hitnotering week 1 t/m 3: 08-06-2013 t/m 22-06-2013 Hitnotering week 4 t/m 8: 10-08-2013 t/m 07-09-2013 | Hitnotering week 1 t/m 3: 08-06-2013 t/m 22-06-2013 Hitnotering week 4 t/m 8: 10-08-2013 t/m 07-09-2013 | Hitnotering week 1 t/m 3: 08-06-2013 t/m 22-06-2013 Hitnotering week 4 t/m 8: 10-08-2013 t/m 07-09-2013 | Hitnotering week 1 t/m 3: 08-06-2013 t/m 22-06-2013 Hitnotering week 4 t/m 8: 10-08-2013 t/m 07-09-2013 | Hitnotering week 1 t/m 3: 08-06-2013 t/m 22-06-2013 Hitnotering week 4 t/m 8: 10-08-2013 t/m 07-09-2013 | Hitnotering week 1 t/m 3: 08-06-2013 t/m 22-06-2013 Hitnotering week 4 t/m 8: 10-08-2013 t/m 07-09-2013 | Hitnotering week 1 t/m 3: 08-06-2013 t/m 22-06-2013 Hitnotering week 4 t/m 8: 10-08-2013 t/m 07-09-2013 | Hitnotering week 1 t/m 3: 08-06-2013 t/m 22-06-2013 Hitnotering week 4 t/m 8: 10-08-2013 t/m 07-09-2013 | Hitnotering week 1 t/m 3: 08-06-2013 t/m 22-06-2013 Hitnotering week 4 t/m 8: 10-08-2013 t/m 07-09-2013 |
| Week | 1 | 2 | 3 | | 4 | 5 | 6 | 7 | 8 | |
| --- | --- | --- | --- | --- | --- | --- | --- | --- | --- | --- |
| Positie                                                                                                 | 24 | 23 | 25 | uit | 28 | 22 | 24 | 24 | 35 | uit |

### Single Top 100
| Hitnotering week 1 t/m 6: 01-06-2013 t/m 06-07-2013 Hitnotering week 7 t/m 14: 03-08-2013 t/m 21-09-2013 | Hitnotering week 1 t/m 6: 01-06-2013 t/m 06-07-2013 Hitnotering week 7 t/m 14: 03-08-2013 t/m 21-09-2013 | Hitnotering week 1 t/m 6: 01-06-2013 t/m 06-07-2013 Hitnotering week 7 t/m 14: 03-08-2013 t/m 21-09-2013 | Hitnotering week 1 t/m 6: 01-06-2013 t/m 06-07-2013 Hitnotering week 7 t/m 14: 03-08-2013 t/m 21-09-2013 | Hitnotering week 1 t/m 6: 01-06-2013 t/m 06-07-2013 Hitnotering week 7 t/m 14: 03-08-2013 t/m 21-09-2013 | Hitnotering week 1 t/m 6: 01-06-2013 t/m 06-07-2013 Hitnotering week 7 t/m 14: 03-08-2013 t/m 21-09-2013 | Hitnotering week 1 t/m 6: 01-06-2013 t/m 06-07-2013 Hitnotering week 7 t/m 14: 03-08-2013 t/m 21-09-2013 | Hitnotering week 1 t/m 6: 01-06-2013 t/m 06-07-2013 Hitnotering week 7 t/m 14: 03-08-2013 t/m 21-09-2013 | Hitnotering week 1 t/m 6: 01-06-2013 t/m 06-07-2013 Hitnotering week 7 t/m 14: 03-08-2013 t/m 21-09-2013 | Hitnotering week 1 t/m 6: 01-06-2013 t/m 06-07-2013 Hitnotering week 7 t/m 14: 03-08-2013 t/m 21-09-2013 | Hitnotering week 1 t/m 6: 01-06-2013 t/m 06-07-2013 Hitnotering week 7 t/m 14: 03-08-2013 t/m 21-09-2013 | Hitnotering week 1 t/m 6: 01-06-2013 t/m 06-07-2013 Hitnotering week 7 t/m 14: 03-08-2013 t/m 21-09-2013 | Hitnotering week 1 t/m 6: 01-06-2013 t/m 06-07-2013 Hitnotering week 7 t/m 14: 03-08-2013 t/m 21-09-2013 | Hitnotering week 1 t/m 6: 01-06-2013 t/m 06-07-2013 Hitnotering week 7 t/m 14: 03-08-2013 t/m 21-09-2013 | Hitnotering week 1 t/m 6: 01-06-2013 t/m 06-07-2013 Hitnotering week 7 t/m 14: 03-08-2013 t/m 21-09-2013 | Hitnotering week 1 t/m 6: 01-06-2013 t/m 06-07-2013 Hitnotering week 7 t/m 14: 03-08-2013 t/m 21-09-2013 | Hitnotering week 1 t/m 6: 01-06-2013 t/m 06-07-2013 Hitnotering week 7 t/m 14: 03-08-2013 t/m 21-09-2013 |
| Week | 1 | 2 | 3 | 4 | 5 | 6 | | 7 | 8 | 9 | 10 | 11 | 12 | 13 | 14 | |
| --- | --- | --- | --- | --- | --- | --- | --- | --- | --- | --- | --- | --- | --- | --- | --- | --- |
| Positie                                                                                                  | 7 | 14 | 26 | 54 | 54 | 80 | uit | 5 | 11 | 30 | 31 | 57 | 52 | 57 | 79 | uit |

### NPO Radio 2 Top 2000
| Nummer met noteringen in de NPO Radio 2 Top 2000 | '13  | '14  | '15  | '16  | '17  |
| ------------------------------------------------ | ---- | ---- | ---- | ---- | ---- |
| Close to You                                     | 1520 | 1079 | 1283 | 1762 | 1917 |

1. ↑  Een vetgedrukt getal geeft de hoogste notering aan.
2. ↑  2013 was het eerste jaar met een notering voor dit nummer.
3. ↑  Deze tabel is bijgewerkt tot en met de laatste editie (2024).